# Bruchus basilewskyi
Bruchus basilewskyi is een keversoort uit de familie bladkevers (Chrysomelidae). De wetenschappelijke naam van de soort werd in 1951 gepubliceerd door Decelle.